# Французско-швейцарские отношения
Французско-швейцарские отношения — двусторонние дипломатические отношения между Францией и Швейцарией. Протяжённость государственной границы между странами составляет 525 км.

## История
В 1516 году Франция и Швейцария подписали Договор о вечном мире. В 1521 году было подписано Соглашение об оказании военной помощи. С 16-го века Франция назначает послов в Швейцарию, а в 1798 году в Париже было открыто первое представительство Швейцарии за рубежом. По состоянию на 2015 год насчитывалось четыре государственных визита президентов Франции в Швейцарию: Арман Фальер в августе 1910 года, Франсуа Миттеран в апреле 1983 года, Жак Ширак в 1998 году и Франсуа Олланд в апреле 2015 года.

## Экономические отношения
Во Франции проживает 194000 швейцарцев, а в Швейцарии живёт 163 тыс. французов. Порядка 150 тыс. граждан Франции работают в Швейцарии и ежедневно пересекают границу с этой страной. 
На границе Швейцарии и Франции, около Женевы расположен Европейский совет ядерных исследований (ЦЕРН), где построен Большой адронный коллайдер (БАК).
Франция является третьим по величине торговым партнёром Швейцарии, после Германии и Италии.